# Лаптиков, Юрий
Ю́рий Ла́птиков (1958, Херсон) — советский гребец-каноист, выступал за сборную СССР в начале 1980-х годов. Серебряный и бронзовый призёр чемпионатов мира, четырежды чемпион всесоюзного первенства, многократный победитель регат республиканского значения. На соревнованиях представлял Вооружённые силы, мастер спорта международного класса.

## Биография
Юрий Лаптиков родился в 1958 году в Херсоне. Активно заниматься греблей начал в раннем детстве, проходил подготовку на местной гребной базе, позже состоял в физкультурно-спортивном объединении Вооруженных сил. Первого серьёзного успеха добился в 1978 году, когда впервые завоевал золотую медаль взрослого всесоюзного первенства — в паре с Юрием Евсеевым занял первое место в гонке каноэ-двоек на дистанции 500 метров. Два года спустя он повторил это достижение с новым напарником Игорем Богдановым.
В 1981 году Лаптиков в третий раз стал чемпионом Советского Союза, на сей раз в заезде одиночек на 1000 метров. Через год был лучшим среди двоек на тысяче метров, став таким образом четырёхкратным чемпионом СССР. Благодаря череде удачных выступлений удостоился права защищать честь страны на чемпионате мира в югославском Белграде, в двухместном каноэ с двукратным олимпийским чемпионом Сергеем Петренко финишировал вторым в полукилометровом зачёте, уступив золото хозяевам соревнований югославам. На мировом первенстве 1983 года в финском городе Тампере они с Петренко поборолись за победу на десяти километрах, в итоге оказались третьими, отдав первое и второе места Венгрии и Румынии соответственно.
Вскоре после этих соревнований Юрий Лаптиков принял решение завершить карьеру спортсмена. За выдающиеся спортивные достижения удостоен почётного звания «Мастер спорта СССР международного класса».